# Lina Ploug
Lina Ploug, född 26 april 1976, är en svensk feminist och var 13 augusti 2005–13 april 2008 ordförande i organisationen Riksorganisationen för kvinnojourer och tjejjourer i Sverige. 
Ploug efterträdde Ireen von Wachenfeldt som avgick efter de kontroverser som följde på SVT:s reportage Könskriget. Plougs ordförandeskap präglades av att återupprätta organisationens trovärdighet och sprida kunskap om mäns våld mot kvinnor samt om kvinno- och tjejjourernas viktiga arbete.
Idag arbetar Ploug som utbildare på Nationellt centrum för kvinnofrid.